# 大阪物語 (1999年の映画)
『大阪物語』（おおさかものがたり）は、1999年に劇場公開された日本映画。市川準監督作品。
釜山国際映画祭招待作品。1999年キネマ旬報ベストテン第8位、同読者選出第7位。
2018年11月に初DVD化された。

## ストーリー
中学2年生の若菜の両親は「はる美＆りゅう介」という売れない夫婦漫才師。ふたりのネタはいつもワンパターンで、若菜と10歳になる弟の一郎は両親の真似をしてはご近所さんを喜ばせている。そんな一家4人、決して裕福な暮らしではないが幸せな毎日を送っていた。
ところがある日、隆介が妙子という20歳も年下の女性をはらませてしまう。これまでも夫の浮気を大目に見てきた春美ではあったが、今回ばかりは堪忍袋の緒が切れた。漫才師としてのコンビこそ解消しなかったものの、夫婦としてのコンビは解消する春美。一方、春美に三行半を突きつけられた隆介は妙子と再婚すると、元の家から4軒先の家で暮らし始めるのだった。
年が明けて、妙子は千里という女の子を生んだ。そして、春美と隆介は先々のことを考えて「カップル」というスナックをオープンさせる。別れた筈なのに結婚している時よりも仲の良い両親。そんなふたりのややこしい関係を理解出来ないながらも、若菜は腹違いの妹の面倒をみたり、家事をよく手伝っていた。だがその矢先、再び隆介の浮気の虫が疼きだす。今度はマジシャンの助手に手をつけたらしい。これに呆れた妙子は、千里を置いて家を飛び出してしまう。
仕方なく千里を引き取って面倒を見ることになった若菜一家。しかし、妙子に捨てられたことが余程ショックだったのか、隆介は酒に溺れるようになり、ある日、消息を絶ってしまう。夏休みになると若菜は隆介を探す旅に出た。そんな中、彼女は登校拒否で学校に顔を出さなくなった同級生のトオルと再会する。
トオルと共に隆介を探して様々な大阪の町や風景を見て回る若菜。やがて彼女は人々が語る隆介の意外な一面や自分自身の内面を見つめ直すようになっていく。しかし肝心の隆介は一向に見つからなかった。次第に隆介が大阪を離れてしまったのではないかと考えるようになる若菜。だが、元夫婦漫才師の大先輩・カナの「大阪に一度住んだ者は、大阪を離れられない」という言葉に、隆介がまだ大阪にいることを確信。更に、古い知り合いの元に隆介から暑中見舞いが届いたことを聞いて一安心する。
ところが、そんな若菜とトオルの前に補導員とトオルの喧嘩相手が現れた。橋で挟み撃ちにあうふたり。追いつめられたトオルは、若菜に別れを告げると河へ飛び込んだ。河の流れに逆らって泳いでいくトオルの姿を逞しく思いながら見送る若菜。そんな彼女に、補導員は隆介が車の事故で入院したと知らせた。急いで病院に駆けつけた若菜は、そこで久しぶりに家族と顔を合わせるのだった。
隆介が死んだのはそれから1か月後のことだった。葬式で、春美は夫婦の墓を隣同士に作る計画を若菜に話して聞かせた。いろんなことがあった中学時代。もうすぐそれに別れを告げ、若菜は未来へ向けて歩き出そうとしている——。

## キャスト
- 霜月若菜：池脇千鶴
- トオル：南野公助
- 霜月隆介：沢田研二
- 霜月春美：田中裕子
- 霜月一郎：中野敬祐
- 霜辻千里：宮地あんな
- 重田カナ：ミヤコ蝶々
- 妙子：小林麻子
- 千田：辻中達也
- サチ：北川智子
- 立川：石井達矢
- ジョンジ：川崎択
- むつみ：関口まい
- 片腕の男：松本雄吉
- マジシャン：一陽斎蝶一
- 隣家の夫婦：隼ジュン、町野あかり
- アクセサリー売り：剣太郎セガール
- 警察官：町田康
- 大阪芸人：夢路いとし、喜味こいし、浜村淳、今いくよ・くるよ、中田カウス・ボタン、坂田利夫、原哲男、チャンバラトリオ、大木ひびき、千原兄弟、トゥナイト
- 三人奴、笑福亭鶴笑、マーミン・マヤ、ザ・ダッシュ、ショウショウ、森崎香織、COWCOW、林家小染、ガブリエル、宮川大輔、太平かつみ、二葉由紀子・羽田たか志、挟間トク、トリオジャガントセットセッグ、佐藤佐吉　ほか

## スタッフ
- 監督：市川準
- 脚本：犬童一心
- 漫才台本：本多正識[1]
- 音楽：朝川朋之
- 主題歌：尾崎豊「風にうたえば」
- 挿入歌：真心ブラザーズ「ENDLESS SUMMER NUDE」
- 音楽協力：アイソトープ、電通音楽出版、吉本音楽出版、メディアプルポ
- 撮影：小林達比古、蔦井孝洋
- 美術：山口修
- 録音：橋本泰夫
- 照明：中須岳士
- 編集：渡辺行夫
- 助監督：山本保博
- 製作担当：南雅史
- スクリプター：石山久美子
- 音響効果：東洋音響カモメ（伊藤進一、小島彩）
- 技斗：二家本辰己
- ロケ協力：吉田島之内自治会、今宮戎神社、なんばグランド花月、花園商店街振興組合、天六商店街振興組合、黒門市場商店街振興組合、フェスティバルゲート、八尾中学校、大阪天満市場、近畿日本鉄道　ほか
- 現像：IMAGICA
- MA：東宝サウンドスタジオ
- プロデュース：里中哲夫（近代映画協会）
- 配給：東京テアトル
- 製作者：泉正隆（吉本興業）、中澤隆司（関西テレビ）、勝田祥三（電通）
- 製作総指揮：横澤彪（吉本興業）、片桐松樹（関西テレビ）、吉川英昭（電通）
- 製作：吉本興業、関西テレビ放送、電通、近代映画協会、エス・エス・エム

## 受賞
- 第4回日本インターネット映画大賞 新人賞（池脇千鶴）
- 第14回高崎映画祭 最優秀助演女優賞（田中裕子）、最優秀新人女優賞（池脇千鶴）
- 第12回日刊スポーツ映画大賞・石原裕次郎賞 助演女優賞（田中裕子）
- 第54回毎日映画コンクールスポニチグランプリ新人賞（池脇千鶴）
- 第24回報知映画賞新人賞（池脇千鶴）